# リン酸エステル

リン酸エステルの一般式

リン酸エステル（リンさんエステル、Organophosphate）は有機リン化合物のうち、リン酸とアルコールが脱水縮合したエステルを指す。リン酸 (O=P(OH)3) が持つ 3個の水素の全てまたは一部が有機基で置き換わった構造を持つ。その置換の数が 1, 2, 3個のものを順にリン酸モノエステル、リン酸ジエステル、リン酸トリエステルと呼び、リン酸エステルとはそれらの総称にあたる。
英語では phosphate、organophosphate、phosphoric ester、または phosphoric acid ester と呼ばれる。このうち phosphate はリン酸塩の英語名 (phosphate) と異義同語になっている。
リン酸ジエステル（ホスホジエステル）は生体において ATP や RNA などの部分構造として、生体分子の高次構造や機能に直結する重要な役割を担っている。

## 合成
リン酸エステルは、リン酸とアルコールの脱水縮合、あるいは、リン酸塩化物とアルコールとを塩基の作用により縮合させることで得られる。
また、亜リン酸エステル (P(OR)3 など) を酸化するとリン酸エステルに変わる。